# 애벗과 코스텔로

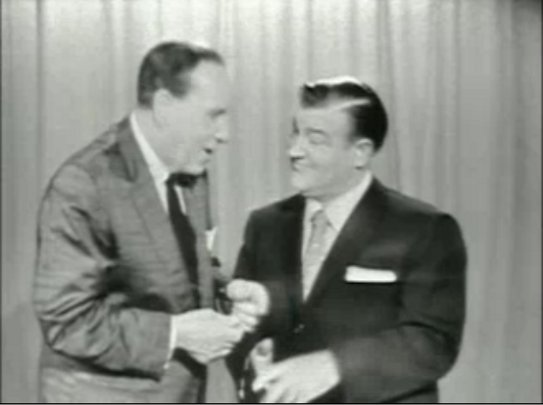
애벗과 코스텔로

버드 애벗과 루 코스텔로는 미국의 코미디 듀오이다. 1940년대와 1950년대에 유명했다. 애벗과 코스텔로가 한 코미디로는 1루수가 누구야가 유명하다.

## 참여 작품
- 애보트와 코스텔로 프랑켄슈타인을 만나다

## 박스오피스 순위
- 1941 – 3위[1]
- 1942 – 1위
- 1943 – 3위
- 1944 – 8위
- 1947 – 16위[2]
- 1948 – 3위
- 1949 – 3위
- 1950 – 6위 (US), 2위 (UK)[3]
- 1951 – 4위 (US), 4위 (UK)
- 1952 – 11위
- 1953 – 20위